# Team CSC-Saxo Bank 2008
Questa voce raccoglie le informazioni riguardanti il Team CSC-Saxo Bank nelle competizioni ufficiali della stagione 2008.

## Stagione
Come UCI ProTour Team, la CSC prese parte alle gare del circuito UCI ProTour. Nel circuito Pro arrivarono sei vittorie, mentre in quello Continental, 36. La squadra chiuse al terzo posto nella classifica ProTour.

## Organico

### Staff tecnico
TM=Team Manager, DS=Direttore Sportivo.
|  | Naz.                 | Ruolo | Sportivo             |  |  |  |
|  | -------------------- | ----- | -------------------- |  |  |  |
|  | Danimarca (bandiera) | TM    | Bjarne Riis          |  |  |  |
|  | Danimarca (bandiera) | DS    | Kim Andersen         |  |  |  |
|  | Francia (bandiera)   | DS    | Alain Gallopin       |  |  |  |
|  | Danimarca (bandiera) | DS    | Jørgen Vagn Pedersen |  |  |  |
|  | Danimarca (bandiera) | DS    | Dan Frost            |  |  |  |
|  | Australia (bandiera) | DS    | Scott Sunderland     |  |  |  |
|  | Danimarca (bandiera) | DS    | Lars Michaelsen      |  |  |  |
|  | Danimarca (bandiera) | DS    | Torsten Schmidt      |  |  |  |

### Rosa
|  | Naz.                   |  | Sportivo             | Anno |  |  |
|  | ---------------------- |  | -------------------- | ---- |  |  |
|  | Norvegia (bandiera)    |  | Kurt-Asle Arvesen    | 1975 |  |  |
|  | Danimarca (bandiera)   |  | Lars Ytting Bak      | 1980 |  |  |
|  | Danimarca (bandiera)   |  | Michael Blaudzun     | 1973 |  |  |
|  | Danimarca (bandiera)   |  | Matti Breschel       | 1984 |  |  |
|  | Svizzera (bandiera)    |  | Fabian Cancellara    | 1981 |  |  |
|  | Spagna (bandiera)      |  | Íñigo Cuesta         | 1969 |  |  |
|  | Australia (bandiera)   |  | Matthew Goss         | 1986 |  |  |
|  | Argentina (bandiera)   |  | Juan José Haedo      | 1981 |  |  |
|  | Ucraina (bandiera)     |  | Volodymyr Hustov     | 1977 |  |  |
|  | Danimarca (bandiera)   |  | Allan Johansen       | 1971 |  |  |
|  | Stati Uniti (bandiera) |  | Bobby Julich         | 1971 |  |  |
|  | Danimarca (bandiera)   |  | Kasper Klostergaard  | 1983 |  |  |
|  | Russia (bandiera)      |  | Aleksandr Kolobnev   | 1981 |  |  |
|  | Paesi Bassi (bandiera) |  | Karsten Kroon        | 1976 |  |  |
|  | Svezia (bandiera)      |  | Gustav Larsson       | 1980 |  |  |
|  | Svezia (bandiera)      |  | Marcus Ljungqvist    | 1974 |  |  |
|  | Danimarca (bandiera)   |  | Anders Lund          | 1985 |  |  |
|  | Stati Uniti (bandiera) |  | Jason McCartney      | 1973 |  |  |
|  | Australia (bandiera)   |  | Bradley McGee        | 1976 |  |  |
|  | Australia (bandiera)   |  | Stuart O'Grady       | 1973 |  |  |
|  | Spagna (bandiera)      |  | Carlos Sastre        | 1975 |  |  |
|  | Lussemburgo (bandiera) |  | Andy Schleck         | 1985 |  |  |
|  | Lussemburgo (bandiera) |  | Fränk Schleck        | 1980 |  |  |
|  | Danimarca (bandiera)   |  | Chris Anker Sørensen | 1984 |  |  |
|  | Danimarca (bandiera)   |  | Nicki Sørensen       | 1975 |  |  |
|  | Belgio (bandiera)      |  | Jurgen Van Goolen    | 1980 |  |  |
|  | Germania (bandiera)    |  | Jens Voigt           | 1971 |  |  |

## Palmarès

### Corse a tappe
- Critérium du Dauphiné Libéré

6ª tappa (Chris Anker Sørensen)
- Tour de Suisse

7ª tappa (Fabian Cancellara)
9ª tappa (Fabian Cancellara)
Classifica a punti (Fabian Cancellara)
- Tour de Pologne

1ª tappa (cronosquadre)
6ª tappa (Jens Voigt)
Classifica generale (Jens Voigt)
Classifica scalatori (Jens Voigt)
- Tour de France

11ª tappa (Kurte Asle Arvesen)
17ª tappa (Carlos Sastre)
Classifica generale (Carlos Sastre)
Classifica giovani (Andy Schleck)
- Giro d'Italia

18ª tappa (Jens Voigt)
- Post Danmark Rundt

2ª tappa (Matti Breschel)
3ª tappa (Matti Breschel)
5ª tappa (Gustav Larsson)
6ª tappa (Juan José Haedo)
Classifica generale (Jakob Fuglsang)
- Star Elektrotoer

1ª tappa (Matti Breschel)
- Triple Crown

Classifica generale (Matti Breschel)
- Vuelta a España

21ª tappa (Matti Breschel)
- Tour de Luxembourg

Prologo (Fabian Cancellara)
1ª tappa (Juan José Haedo)
- Tour of California

Prologo (Fabian Cancellara)
1ª tappa (Juan José Haedo)
- Herald Sun Tour

1ª tappa (Matthew Goss)
2ª tappa (Stuart O'Grady)
5ª tappa (Stuart O'Grady)
Classifica generale (Stuart O'Grady)
- Tour of Britain

2ª tappa (Matthew Goss)
- Tour de Georgia

2ª tappa (Juan José Haedo)
- Tour de San Luis

1ª tappa (Juan José Haedo)
5ª tappa (Juan José Haedo)
- Vuelta Ciclista a Murcia

3ª tappa (Juan José Haedo)
- Sachsen-Tour International

5ª tappa (Karsten Kroon)
- Vuelta a Castilla y León

2ª tappa (Karsten Kroon)
- Österreich-Rundfahrt

2ª tappa (Chris Anker Sørensen)
- Tirreno-Adriatico

5ª tappa (Fabian Cancellara)
Classifica generale (Fabian Cancellara)

### Corse in linea
- Milano-Sanremo (Fabian Cancellara)
- Monte Paschi Eroica (Fabian Cancellara)
- E3 Prijs Vlaanderen (Kurte Asle Arvesen)
- Philadelphia International Championship (Matti Breschel)
- Clásica de Almería (Juan José Haedo)
- Rund um den Henninger-Turm (Karsten Kroon)
- Amstel Curaçao Race (Andy Schleck)

### Campionati nazionali
- Campionati danesi

In linea (Nicki Sørensen)
Cronometro (Lars Ytting Bak)
- Campionati lussemburghesi

In linea (Fränk Schleck)
- Campionati norvegesi

In linea (Kurt-Asle Arvesen)
- Campionati svizzeri

In linea (Fabian Cancellara)

## Classifiche UCI

### UCI ProTour
Individuale
Piazzamenti dei corridori del Team CSC nella classifica individuale dell'UCI ProTour 2007.
| Pos. | Ciclista             | Punti |
| ---- | -------------------- | ----- |
| 17   | Jens Voigt           | 53    |
| 30   | Lars Ytting Bak      | 40    |
| 38   | Fränk Schleck        | 32    |
| 39   | Aleksandr Kolobnev   | 30    |
| 61   | Andy Schleck         | 20    |
| 66   | Kurt-Asle Arvesen    | 15    |
| 86   | Stuart O'Grady       | 7     |
| 89   | Fabian Cancellara    | 6     |
| 102  | Karsten Kroon        | 3     |
| 112  | Chris Anker Sørensen | 3     |
| 113  | Gustav Erik Larsson  | 3     |
| 137  | Juan José Haedo      | 2     |
| 145  | Matti Breschel       | 1     |

Squadra
La squadra Team CSC-Saxo Bank chiuse in terza posizione con 180 punti.